# Brian Kemp
Brian Porter Kemp (2 de novembro de 1963) é um empresário e político americano que atua como 83º governador do estado da Geórgia nos EUA. Membro do Partido Republicano, ele foi anteriormente o 27º Secretário de Estado da Geórgia de 2010 a 2018 e membro do Senado do Estado da Geórgia de 2003 a 2007.
Nascido em Atenas, Geórgia, Kemp é formado pela Universidade da Geórgia. Antes de entrar na política, Kemp possuía várias empresas do agronegócio, serviços financeiros e imobiliárias. Em 2002, ele foi eleito para o Senado do Estado da Geórgia. Em 2010, Kemp foi nomeado Secretário de Estado da Geórgia pelo governador Sonny Perdue após a renúncia de Karen Handel para concorrer ao governo. Kemp foi posteriormente eleito para um mandato completo como Secretário de Estado da Geórgia em 2010; ele foi reeleito em 2014.
Durante o mandato de Kemp como secretário de Estado, seu escritório foi afetado por várias acusações e controvérsias. Em 2015, uma violação de dados no escritório de Kemp distribuiu os números e datas de nascimento de mais de 6,2 milhões de eleitores da Geórgia. Kemp foi o único secretário de Estado a rejeitar a ajuda do Departamento de Segurança Interna para se proteger contra interferências russas nas eleições de 2016. Ele também implementou o controverso sistema de "correspondência exata" da Geórgia para o registro de eleitores. Os críticos descreveram as ações de Kemp como secretária de Estado como um exemplo de retrocesso democrático. Kemp nega que ele tenha se envolvido ativamente na supressão de eleitores.
Em 2018, Kemp era candidato a governador. Depois de chegar em segundo lugar nas primárias republicanas, ele derrotou o tenente governador Casey Cagle no segundo turno republicano com 69% dos votos. Nas eleições gerais, ele enfrentou o candidato democrata Stacey Abrams. Kemp recusou-se notavelmente a renunciar ao cargo de secretário de Estado enquanto fazia campanha pelo governador, uma medida que constituía um conflito de interesses. Após a eleição geral de 6 de novembro, Kemp foi declarado vencedor com 50,2% dos votos. Abrams posteriormente suspendeu sua campanha em 16 de novembro.

## Infância e educação
Kemp nasceu em Atenas, Geórgia, filho de William L. Kemp II. O avô de Kemp, Julian H. Cox Sr., era membro da Assembleia da Geórgia. Kemp foi para a Academia particular de Atenas até a nona série, transferido para a Clarke Central High School para jogar futebol com Billy Henderson. Ele se formou na Clarke Central em 1983. Mais tarde, se formou na Universidade da Geórgia, onde se formou em agricultura.

## Carreira
Kemp era construtor de casas e desenvolvedor antes de entrar na política.

### Carreira Política
Ele serviu como senador do estado da Geórgia de 2003 a 2007, depois de derrotar o candidato democrata Doug Haines. Em 2006, Kemp concorreu a Comissário da Agricultura da Geórgia. Ele ficou em segundo lugar nas primárias, mas perdeu um segundo turno para Gary Black. Kemp declarou inicialmente a intenção de concorrer ao Distrito 47 do Senado Estadual, quando Ralph Hudgens planejava concorrer ao Congresso no 10º distrito congressional da Geórgia. Hudgens concorreu à reeleição, mudando os planos de Kemp.

### Secretário de Estado da Geórgia
No início de 2010, Kemp foi nomeado Secretário de Estado da Geórgia pelo então governador Sonny Perdue. Kemp venceu a eleição de 2010 para um mandato completo como Secretário de Estado da Geórgia, com 56,4% dos votos, para 39,4% de seu oponente democrata, Georganna Sinkfield. Quatro anos depois, Kemp foi reeleito.
Kemp rejeita a conclusão da Comunidade de Inteligência dos Estados Unidos de que a Rússia interferiu nas eleições de 2016. Em meio à interferência russa nas eleições de 2016, Kemp denunciou os esforços do governo Obama para fortalecer a segurança dos sistemas eleitorais, incluindo a melhoria do acesso à assistência federal de segurança cibernética. Ele denunciou os esforços do governo Obama, dizendo que eles eram um ataque aos direitos dos estados.
Depois de vencer por pouco nas eleições de 2018, renunciou ao cargo de Secretário de Estado, na expectativa de se tornar governador.

#### Esforços federais para garantir sistemas de votação estaduais
Com as evidências de que hackers russos estavam tentando atrapalhar as eleições de 2016, o presidente Obama ordenou que o secretário de Segurança Interna, Jeh Johnson, trabalhasse com os estados para garantir seus sistemas de votação como "infraestrutura crítica". Kemp foi o único funcionário da eleição estadual que recusou a ajuda. Em uma entrevista de 2017, Kemp denunciou o esforço como um ataque aos direitos dos estados, afirmando: "Acho que foi uma medida politicamente calculada pelo governo anterior", acrescentando "não acredito necessariamente" que a Rússia tentou atrapalhar as eleições. Em agosto de 2016, em meio às tentativas russas de interromper as eleições de 2016, Kemp disse que uma invasão de hackers russos nos sistemas de votação "não era provável de todo, da maneira como nossos sistemas são criados" e acusou autoridades federais de exagerar a ameaça de interferência russa.
A Geórgia é um dos catorze estados que usam máquinas de votação eletrônicas que não produzem um registro em papel, que, segundo especialistas em integridade eleitoral, deixa as eleições vulneráveis a adulterações e problemas técnicos. A acusação de 2018 contra hackers russos (como parte da investigação do consultor especial Robert Mueller sobre a interferência de 2016) disse que os hackers russos tinham como alvo sites de condados na Geórgia.
Em dezembro de 2016, Kemp acusou o Departamento de Segurança Interna de tentar invadir a rede de computadores de seu escritório, incluindo o banco de dados de registro de eleitores, o que implicava em retribuição por sua recusa anterior em trabalhar com o DHS. Uma investigação geral do inspetor do DHS descobriu que não havia hackers, mas era "o resultado de trocas normais e automáticas de mensagens de computador geradas pelos aplicativos da Microsoft envolvidos".

#### Exposição de dados pessoais dos eleitores
Em outubro de 2015, o escritório do Secretário de Estado da Geórgia, sob a liderança de Kemp, distribuiu erroneamente dados pessoais (incluindo números do Seguro Social e datas de nascimento) de 6,2 milhões de eleitores registrados na Geórgia. Essa violação de dados ocorreu quando o escritório enviou um CD com essas informações a 12 organizações que compram listas mensais de eleitores. O escritório não estava ciente da violação até o mês seguinte e não reconheceu publicamente o acidente até que o Atlanta Journal-Constitution relatasse a ação coletiva contra o escritório como resultado da violação de dados. Dentro de um mês após a divulgação ter sido divulgada publicamente, havia custado aos contribuintes US$ 1,2 milhão em serviços de monitoramento de crédito para aqueles cujos dados haviam sido comprometidos, e US$ 395.000 para uma auditoria no tratamento que Kemp fez da divulgação não autorizada de dados.
Kemp voltou a ser criticado em 2017, quando foi revelado que uma falha no sistema de votação do Estado expunha as informações pessoais de todos os 6,7 milhões de eleitores da Geórgia, bem como as senhas usadas pelas autoridades eleitorais do condado para acessar os arquivos dos eleitores, e ficou sem correção por 6 meses depois que foi relatado. Depois que um processo foi aberto, um servidor no centro da controvérsia foi apagado, impedindo que as autoridades determinassem o escopo da violação. Kemp negou a responsabilidade, dizendo que os pesquisadores da Universidade Estadual de Kennesaw, que gerenciavam o sistema, agiram "de acordo com os procedimentos padrão de TI" na exclusão dos dados.

#### Controvérsias sobre direitos de voto
Kemp tem sido frequentemente acusado de supressão de eleitores durante a eleição entre ele e Stacey Abrams, seu oponente. Carol Anderson, professora da Universidade Emory, criticou Kemp como "inimigo da democracia " e "especialista em supressão de eleitores" por suas ações como secretário de Estado. Stacey Abrams, defensora dos direitos de voto e opositor governamental de Kemp em 2018, chamou Kemp de "um notável arquiteto de supressão de eleitores". Os críticos dizem que as táticas de supressão de eleitores nas eleições subsequentes foram consideravelmente reduzidas depois que Kemp renunciou ao cargo de secretário de Estado, na expectativa de se tornar governador. Kemp nega que ele se envolva na supressão de eleitores.
Kemp introduziu uma polêmica política de "correspondência exata" durante seu primeiro ano como Secretário de Estado em 2010. De acordo com o sistema, os georgianos elegíveis foram retirados das listas de eleitores por um hífen errante ou se "uma carta perdida ou um erro tipográfico no cartão de registro de eleitores de alguém não coincidisse com os registros do escritório da carteira de motorista do estado ou do escritório do Seguro Social". Em uma explicação de 2010 que defendeu a prática no Departamento de Justiça, o escritório de Kemp disse que a política foi "projetada para garantir a identidade e a elegibilidade dos eleitores e impedir registros fraudulentos ou errôneos". A política foi inicialmente rejeitada pelo Departamento de Justiça, mas permitida a adoção de salvaguardas adicionais, embora um processo posterior alegasse "não é aparente que o Secretário de Estado tenha seguido as salvaguardas". O processo foi interrompido após uma ação judicial em 2016  mas o legislador estadual aprovou uma forma modificada da política em 2017 e o processo recomeçou.
Esses tipos de leis de "correspondência exata" são consideradas pelos críticos como uma forma de supressão de eleitores destinada a atingir minorias desproporcionalmente, e os eleitores afro-americanos, asiáticos e latinos representaram 76,3% dos registros retirados das listas de eleitores entre Julho de 2015 e julho de 2017. Os críticos dizem que os nomes das minorias têm maior probabilidade de conter hífens e grafias menos comuns que levam a erros de escritório, resultando na rejeição do registro. Em uma decisão de 2018 contra Kemp, a juíza distrital Eleanor Ross disse que o sistema impõe um "fardo severo" aos eleitores.
Depois que as mudanças na Lei de Direitos de Voto em 2012 deram aos estados com histórico de supressão de eleitores mais autonomia, o escritório de Kemp supervisionou o fechamento de 214 locais de votação, ou 8% do número total de locais na Geórgia. Os fechamentos afetaram desproporcionalmente as comunidades afro-americanas. Na maioria minoritária do condado de Randolph, um consultor recomendou que 7 dos 9 locais de votação do condado fossem fechados antes das eleições de meio de 2018 por falta de cumprimento da Lei dos Americanos com Deficiência . Depois que o plano foi contestado pela União Americana das Liberdades Civis, os locais foram autorizados a permanecer abertos. Kemp negou o conhecimento do plano, mas um slide de uma apresentação feita pelo consultor afirmou "A consolidação foi altamente recomendada pelo Secretário de Estado e já está sendo adotada por vários municípios e está sendo seriamente considerada e está sendo trabalhada por muitos mais." As autoridades afirmam que os locais foram fechados como uma medida de economia de custos.
A Geórgia tem sido o estado mais agressivo na remoção de eleitores registrados das listas de eleitores por não votar em eleições consecutivas. Entre 2012 e 2018, o escritório de Kemp cancelou mais de 1,4 milhão de registros de eleitores, com quase 700.000 cancelamentos somente em 2017. Em uma única noite em julho de 2017, meio milhão de eleitores, ou aproximadamente 8% de todos os eleitores registrados na Geórgia, tiveram seus registros cancelados, um ato descrito pelo Atlanta Journal-Constitution como o que "pode representar o maior impedimento em massa da história dos EUA." Kemp supervisionou as remoções como Secretário de Estado, e o fez oito meses depois de declarar que iria concorrer a governador.
No início de outubro de 2018, mais de 53.000 pedidos de registro de eleitores haviam sido suspensos pelo escritório de Kemp, com mais de 75% pertencendo a minorias. Os eleitores são elegíveis para se registrar novamente, assumindo que ainda vivem na Geórgia e que não morreram. Um grupo de jornalismo investigativo dirigido por Greg Palast descobriu que dos aproximadamente 534.000 georgianos cujos registros de eleitores foram eliminados entre 2016 e 2017, mais de 334.000 ainda viviam onde estavam registrados. Os eleitores não receberam aviso de que haviam sido expurgados. Palast finalmente processou Kemp, alegando que mais de 300.000 eleitores foram expulsos ilegalmente. O gabinete de Kemp negou qualquer irregularidade, dizendo que "atualizando regularmente nossos papéis, evitamos fraudes e garantimos que todos os votos sejam expressos pelos eleitores elegíveis da Geórgia".
Foi constatado que o escritório de Kemp violou a lei antes e imediatamente após as eleições de meio de mandato de 2018. Em uma decisão contra Kemp, a juíza distrital Amy Totenberg constatou que o escritório de Kemp havia violado a Lei de Voto da Help America e disse que uma tentativa do escritório de Kemp de acelerar a certificação dos resultados "parece sugerir que o secretário renuncia a sua responsabilidade de confirmar a precisão do resultados anteriores à certificação final, incluindo a avaliação de se os problemas sérios da contagem provisória da votação foram tratados de forma consistente e adequada ". Kemp disse que a certificação expedida é necessária para facilitar sua transição para o papel de governador.
Após a decisão de Totenberg, milhares de urnas foram sequestradas por autoridades eleitorais locais no dia das eleições em 2018, uma ação que os críticos dizem ter sido projetada para aumentar o tempo de espera nos locais de votação. O seqüestro de máquinas afetou desproporcionalmente municípios que favoreceram o oponente de Kemp e fizeram com que os eleitores de alguns locais tivessem que esperar na fila por horas com tempo ruim para votar. Outros locais sofreram atrasos porque as máquinas foram entregues sem cabos de alimentação. O próprio Kemp teve problemas técnicos ao tentar votar nas eleições.
Kemp se opõe ao registro automático de eleitores, uma mudança que os defensores dizem que ajudaria a facilitar a votação para cidadãos elegíveis e a impedir a supressão de eleitores. Em uma gravação divulgada em 2018, Kemp pode ser ouvido dizendo que as tentativas de registrar todos os eleitores elegíveis "continuam nos preocupando, especialmente se todo mundo usa e exerce seu direito de voto". Em uma gravação separada de 2018 feita por um grupo progressista, ele pode ser ouvido dizendo: "Os democratas estão trabalhando duro... registrando todos esses eleitores minoritários que estão por aí e outros que estão à margem, se eles puderem fazer isso, eles podem ganhar essas eleições em novembro ".
Em 4 de novembro de 2018, 48 horas antes de sua eleição para governador, o gabinete de Secretário de Estado de Kemp publicou os detalhes de uma falha de dia zero no site de registro do estado, acusando os democratas de tentarem hackear por investigar o problema, mas fornecendo nenhuma evidência. Os críticos dizem que o anúncio foi mais uma evidência da supressão de eleitores e deu aos hackers uma janela de oportunidade durante a qual os registros de registro de eleitores poderiam ser alterados. Em resposta às críticas ao anúncio, Kemp disse: "Não estou preocupado com a aparência. Eu estou fazendo o meu trabalho. " Em uma decisão sobre o assunto, o juiz Totenberg criticou Kemp por ter "adiado as questões críticas de cibersegurança da nossa época, colocadas [pelo] sistema de votação vulnerável e datado do estado" e disse que o sistema "apresenta um risco concreto de alteração de cédula conta ". Em dezembro de 2018, o Atlanta Journal-Constitution descobriu que Kemp fez as alegações de hackers sem nenhuma evidência para apoiar as alegações. O Atlanta Journal-Constitution disse que Kemp pode ter feito as acusações infundadas contra os democratas como uma manobra e diversão para ajudá-lo a vencer a eleição; o exame "sugere que Kemp e seus assessores usaram seu cargo eleito para proteger sua campanha política de um embaraço potencialmente devastador. Suas alegações infundadas vieram em um momento crucial, pois os eleitores estavam tomando suas decisões finais em uma eleição que havia atraído intensa atenção nacional ".
Como resultado das controvérsias que cercam a vitória governamental de Kemp nos intermediários da Geórgia de 2018, os críticos consideram-na ilegítimos, com outros, como o senador Cory Booker, chegando ao ponto de dizer que a eleição foi "roubada".

#### Polêmica inveja massagem
Em 5 de setembro de 2018, um anúncio de ataque foi lançado alegando que Kemp optou por não fazer acusações de agressão sexual contra terapeutas empregados pela Massage Envy durante seu tempo supervisionando o Conselho de Massagem Terapêutica da Geórgia por causa de doações feitas por proprietários de franqueados à Kemp's campanha. Os infratores puderam renovar suas licenças do Conselho após as acusações. A senadora republicana Renee Unterman disse que "parece haver uma conexão direta entre o apoio à campanha dos franqueados Massage Envy em troca de não ação e supressão" e pediu ao procurador americano BJ Pak para investigar "o que parece ser um esquema de quid pro quo" perpetrados através da secretaria de estado e da campanha do Kemp para governador ". Kemp disse que não havia feito nada ilegal.
Em resposta às acusações, um porta-voz da campanha de Kemp afirmou que Unterman era "mentalmente instável" e sugeriu que "procurasse atendimento médico imediato antes de se machucar ou de alguém". Essas observações pareciam fazer referência à história de depressão de Unterman, sobre a qual ela havia falado publicamente.     Em resposta, Unterman disse que não seria "intimidada, chantageada, menosprezada ou assediada sexualmente" em silêncio pela campanha de Kemp. A campanha não se desculpou pelas observações.

### Campanha governamental de 2018

#### Campanha primária
Em março de 2017, Kemp anunciou sua candidatura nas eleições para governador da Geórgia em 2018 . Em um campo de seis candidatos, Kemp e o tenente-governador Casey Cagle chegaram aos dois primeiros lugares em uma primária republicana de seis maneiras em maio de 2018, avançando para uma eleição de segundo turno .
Durante a campanha de escoamento, Cagle tentou retratar Kemp como um incompetente Secretário de Estado, enquanto Kemp procurou retratar Cagle como propenso a escândalos e corrupto. Cagle frequentemente criticou o comportamento de Kemp durante a campanha e o acusou de "truques sujos" e de lançar um "ataque sexista" contra um dos apoiadores de Cagle.
Durante as campanhas de escoamento primário e primário, Kemp correu bruscamente para a direita de Cagle, beneficiando-se de publicidade de campanha provocativa (com o slogan "Sim, eu acabei de dizer isso"), bem como por um endosso do presidente Donald Trump no final da campanha, que Trump fez a pedido do secretário da Agricultura, Sonny Perdue . Na eleição do segundo turno, Kemp foi endossado pelo GeorgiaCarry.org e pelo Family Research Council, bem como por candidatos republicanos que foram eliminados nas primárias, Michael Williams, Clay Tippins e Hunter Hill . Muitos acreditam que o apoio de Perdue a Kemp foi uma resposta ao endosso de Cagle pelo governador Nathan Deal .
Na eleição do segundo turno, Kemp derrotou Cagle por uma ampla margem, recebendo 408.595 votos (69,45%) contra 179.712 de Cagle (30,55%).

#### Campanha eleitoral geral
Kemp concorreu contra o candidato democrata Stacey Abrams, líder minoritário da Câmara dos Deputados da Geórgia, nas eleições gerais de 2018. Durante a campanha governamental, Kemp adotou políticas e temas semelhantes a Trump . Kemp seguiu uma política de impor um limite de gastos do Estado, opondo-se à expansão do Medicaid e implementando as leis "mais estritas" do aborto no país. Kemp é favorável à revogação da Lei de Assistência Acessível, descrevendo-a como "um desastre absoluto", e apóia litígios que buscam eliminar as proteções da lei para pessoas com uma condição preexistente . Ele disse que assinaria uma lei de "liberdade e restauração religiosa", vetada duas vezes pelo governador Nathan Deal, que permitiria a recusa de métodos contraceptivos para mulheres ou serviços para casais LGBT com base em crenças religiosas.
Kemp provocou controvérsia com uma série de anúncios de campanha em vídeo em que ele disparou um dispositivo explosivo, colocado cercado por rifles equipados com alças para a frente verticais no estilo de assalto, fez ameaças de sequestro de imigrantes ilegais e mantido uma espingarda na direção de um jovem que interpreta alguém interessado em namorar uma das filhas de Kemp, que, segundo ele, mostraria o que acha que armas poderiam ser usadas para impedir que acontecesse. A falta de segurança adequada das armas no manuseio da espingarda no anúncio "Jake" atraiu críticas da Parceria Nacional de Aplicação da Lei para Prevenir a Violência Armada, que disse que o anúncio "transmite uma mensagem perpetuando a violência doméstica e a misoginia, enquanto modela o comportamento flagrantemente inseguro". e provocou críticas de que o anúncio mostrava manipulação irresponsável de armas. Os apoiadores de Kemp, por outro lado, viam o anúncio da campanha como "um retrato alegre de um pai protetor do Sul, que usava armas, examinando um pretendente em potencial" e Kemp descartou as críticas, dizendo aos críticos: "Superem isso".  Membros da família de Kemp se manifestaram contra os anúncios, mas também disseram que os anúncios não refletem com precisão suas experiências com o Kemp.
Durante a campanha de 2018, o ex-presidente dos Estados Unidos Jimmy Carter, e várias organizações baseadas na Geórgia, como a NAACP da Geórgia e a Causa Comum da Geórgia, convidaram Kemp a renunciar ao cargo de Secretário de Estado enquanto concorria à governador, garantindo assim que ele não estaria supervisionando sua própria eleição. Kemp se recusou a fazê-lo.
Quase uma semana antes do dia das eleições, Kemp cancelou um debate programado para que ele pudesse participar de um comício de Trump na Geórgia. Kemp culpou Abrams pelo cancelamento, dizendo que não estava disposta a reagendá-lo. A data do debate estava acertada desde meados de setembro.
Dois dias antes da eleição, o escritório de Kemp anunciou que estava investigando o Partido Democrata da Geórgia por "possíveis crimes cibernéticos" não especificados; o Partido Democrata da Geórgia declarou que "as alegações grosseiras de Kemp são 100% falsas" e as descreveu como uma "façanha política". Uma investigação de 2020 realizada pelo escritório do procurador-geral da Geórgia concluiu que não havia evidências para as alegações de Kemp.
A eleição foi marcada por acusações generalizadas que Kemp se envolveu na supressão de votos, um tópico recorrente em sua carreira.

#### Investigação do Congresso
Em 4 de dezembro de 2018, o representante dos EUA Elijah Cummings, presidente do Comitê de Supervisão e Reforma do Governo da Câmara dos Deputados, anunciou que gostaria de ligar para Kemp antes do Congresso para testemunhar sobre a justiça de suas ações durante as eleições de 2018. "Quero poder atrair pessoas, como o novo governador da Geórgia, para nos explicar ... por que é justo querer ser secretário de Estado e concorrer [como governador]", Cummings disse.
Em 6 de março de 2019, foi revelado que Kemp e seu sucessor como Secretário de Estado, Brad Raffensperger, estavam sob investigação pelo Comitê de Supervisão e Reforma da Câmara por suposta supressão de eleitores nas eleições de 2018. Cummings supervisionou a investigação como presidente do comitê. Kemp foi dado até 20 de março de 2019 para atender a solicitações de documentos ou enfrentar uma intimação.

## Governador da Geórgia

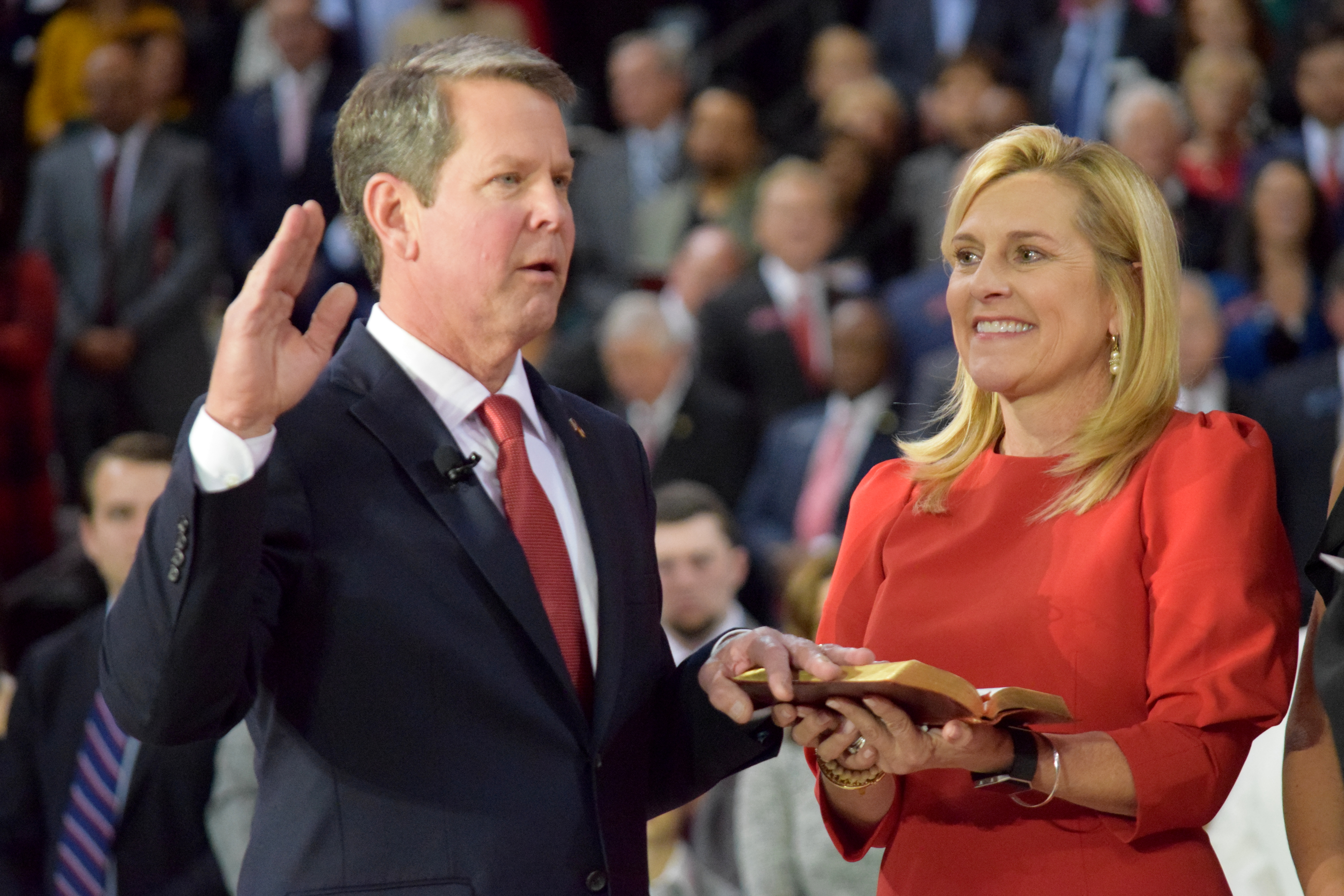
Kemp com sua esposa Marty, enquanto faz o juramento de cargo como 83º governador da Geórgia

### Posse
Kemp foi empossado como governador em uma cerimônia pública em Atlanta em 14 de janeiro de 2019. Em maio de 2019, Kemp assinou uma lei altamente controversa sobre o aborto que proibiria o aborto após a detecção de um batimento cardíaco no feto, que geralmente ocorre quando uma mulher está grávida de seis semanas. Durante a eleição de Kemp em 2018, muitos abordaram preocupações sobre como os eleitores eram tratados durante a eleição. Por causa dessas preocupações, Kemp assinou uma lei em 4 de abril, que dizia que os locais de votação não podem ser alterados 60 dias antes de uma eleição e impede que as autoridades eleitorais do condado rejeitem as cédulas ausentes por causa de assinaturas incompatíveis e quando as informações em um pedido de registro de eleitor não Para corresponder a outros bancos de dados do governo, o eleitor permanecerá na lista.
Em 18 de julho, foi divulgada uma pesquisa que entrevistou 487.624 georgianos de 1 de abril a 30 de junho de 2019 sobre sua opinião sobre o desempenho de Kemp como governador. A pesquisa mostrou que, dentre os pesquisados, o Kemp tinha 52% de aprovação e foi classificado como o 22º governador mais popular nos Estados Unidos. Kemp visitou Swainsboro em 12 de setembro para anunciar a criação de uma equipe de greve rural, cujo foco é levar negócios e empregos para as áreas rurais do estado. Depois que Johnny Isakson anunciou que renunciaria ao Senado dos EUA em 31 de dezembro de 2019, Kemp escolheu a empresária Kelly Loeffler para preencher a vaga de Isakson em 4 de dezembro. Loeffler assumiu o cargo em 6 de janeiro de 2020.

#### 2020
Em 2 de janeiro, Kemp anunciou que James "Jim" Prine preencherá a vaga do juiz Harry Jay Altman III no tribunal superior do Circuito Judicial do Sul.
Em 1º de abril, Kemp anunciou uma ordem de permanência em casa em todo o estado para combater a pandemia de coronavírus 2019-2020 e disse que só recentemente tomou conhecimento de que o coronavírus poderia ser transmitido por pessoas assintomáticas, apesar dos avisos das autoridades de saúde feitos meses antes.

## Vida pessoal
Kemp é casado com Marty Kemp (née Argo); Eles têm três filhas. A família vai e adora a Igreja Episcopal Emmanuel, em Atenas. O sogro de Kemp era Bob Argo (1923 – 2016), executivo de seguros de Atenas e membro de longa data da Câmara dos Deputados da Geórgia.
Em maio de 2018, a Kemp foi processada por falta de pagamento de US $ 500 mil em empréstimos comerciais. O processo está relacionado à Kemp ter garantido pessoalmente US $ 10 milhões em empréstimos comerciais à empresa Hart AgStrong, com sede em Kentucky, uma empresa de esmagamento de canola. A empresa está sob investigação após fazer garantias usando ativos que não possuía e pagar fornecedores usando recursos provenientes de acordos de seguros. Um advogado do Departamento de Agricultura da Geórgia disse que essas ações "podem ser crime sob a lei da Geórgia".
Em outubro de 2018, a estação de televisão de Atlanta WAGA-TV informou que as empresas pertencentes a Kemp deviam mais de US$ 800.000 em empréstimos a um banco comunitário onde ele é membro do conselho fundador e acionista. Tais "empréstimos privilegiados" são legais, desde que estejam nos mesmos termos em que o banco se estenderia a qualquer outro tomador. A campanha de Kemp se recusou a divulgar os termos do empréstimo.

## História eleitoral
| Eleição do Distrito 46 do Senado Estadual da Geórgia, 2002 | Eleição do Distrito 46 do Senado Estadual da Geórgia, 2002 | Eleição do Distrito 46 do Senado Estadual da Geórgia, 2002 | Eleição do Distrito 46 do Senado Estadual da Geórgia, 2002 |
| ---------------------------------------------------------- | ---------------------------------------------------------- | ---------------------------------------------------------- | ---------------------------------------------------------- |
| Festa                                                      | Candidato                                                  | Votos                                                      | %                                                          |
| Republicano                                                | Brian Kemp                                                 | 17.504                                                     | 50,7                                                       |
| Democrático                                                | Doug Haines (incl. )                                       | 17.015                                                     | 49,3                                                       |

| Eleição do Distrito 46 do Senado Estadual da Geórgia, 2004 | Eleição do Distrito 46 do Senado Estadual da Geórgia, 2004 | Eleição do Distrito 46 do Senado Estadual da Geórgia, 2004 | Eleição do Distrito 46 do Senado Estadual da Geórgia, 2004 |
| ---------------------------------------------------------- | ---------------------------------------------------------- | ---------------------------------------------------------- | ---------------------------------------------------------- |
| Festa                                                      | Candidato                                                  | Votos                                                      | %                                                          |
| Republicano                                                | Brian Kemp (incl. )                                        | 29.424                                                     | 51,6                                                       |
| Democrático                                                | Becky Vaughn                                               | 27.617                                                     | 48,4                                                       |

| Comissário da Agricultura da Geórgia Eleição Primária Republicana, 2006 | Comissário da Agricultura da Geórgia Eleição Primária Republicana, 2006 | Comissário da Agricultura da Geórgia Eleição Primária Republicana, 2006 | Comissário da Agricultura da Geórgia Eleição Primária Republicana, 2006 |
| ----------------------------------------------------------------------- | ----------------------------------------------------------------------- | ----------------------------------------------------------------------- | ----------------------------------------------------------------------- |
| Festa                                                                   | Candidato                                                               | Votos                                                                   | %                                                                       |
| Republicano                                                             | Gary Black                                                              | 153.568                                                                 | 42.                                                                     |
| Republicano                                                             | Brian Kemp                                                              | 97.113                                                                  | 27                                                                      |
| Republicano                                                             | Bob Greer                                                               | 57.813                                                                  | 16                                                                      |
| Republicano                                                             | Deana Strickland                                                        | 54.318                                                                  | 15                                                                      |

| Comissário de Agricultura da Geórgia Eleição Republicana do Escoamento Primário, 2006 | Comissário de Agricultura da Geórgia Eleição Republicana do Escoamento Primário, 2006 | Comissário de Agricultura da Geórgia Eleição Republicana do Escoamento Primário, 2006 | Comissário de Agricultura da Geórgia Eleição Republicana do Escoamento Primário, 2006 |
| ------------------------------------------------------------------------------------- | ------------------------------------------------------------------------------------- | ------------------------------------------------------------------------------------- | ------------------------------------------------------------------------------------- |
| Festa                                                                                 | Candidato                                                                             | Votos                                                                                 | %                                                                                     |
| Republicano                                                                           | Gary Black                                                                            | 101.274                                                                               | 60                                                                                    |
| Republicano                                                                           | Brian Kemp                                                                            | 67.509                                                                                | 40.                                                                                   |

| Eleição do Secretário de Estado da Geórgia na Primária Republicana, 2010 | Eleição do Secretário de Estado da Geórgia na Primária Republicana, 2010 | Eleição do Secretário de Estado da Geórgia na Primária Republicana, 2010 | Eleição do Secretário de Estado da Geórgia na Primária Republicana, 2010 |
| ------------------------------------------------------------------------ | ------------------------------------------------------------------------ | ------------------------------------------------------------------------ | ------------------------------------------------------------------------ |
| Festa                                                                    | Candidato                                                                | Votos                                                                    | %                                                                        |
| Republicano                                                              | Brian Kemp                                                               | 361.304                                                                  | 59,2                                                                     |
| Republicano                                                              | Doug MacGinnitie                                                         | 248.911                                                                  | 40,8                                                                     |

| Eleição do Secretário de Estado da Geórgia, 2010 | Eleição do Secretário de Estado da Geórgia, 2010 | Eleição do Secretário de Estado da Geórgia, 2010 | Eleição do Secretário de Estado da Geórgia, 2010 |
| ------------------------------------------------ | ------------------------------------------------ | ------------------------------------------------ | ------------------------------------------------ |
| Festa                                            | Candidato                                        | Votos                                            | %                                                |
| Republicano                                      | Brian Kemp                                       | 1.440.188                                        | 56,4                                             |
| Democrático                                      | Georganna Sinkfield                              | 1.006.411                                        | 39,4                                             |
| Libertário                                       | David Chastain                                   | 106.123                                          | 4.2                                              |

| Eleição do Secretário de Estado da Geórgia, 2014 | Eleição do Secretário de Estado da Geórgia, 2014 | Eleição do Secretário de Estado da Geórgia, 2014 | Eleição do Secretário de Estado da Geórgia, 2014 |
| ------------------------------------------------ | ------------------------------------------------ | ------------------------------------------------ | ------------------------------------------------ |
| Festa                                            | Candidato                                        | Votos                                            | %                                                |
| Republicano                                      | Brian Kemp (incl. )                              | 1.452.554                                        | 57,47                                            |
| Democrático                                      | Doreen Carter                                    | 1.075.101                                        | 42,53                                            |

| Eleição da Primária Republicana do Governo da Geórgia, 2018 | Eleição da Primária Republicana do Governo da Geórgia, 2018 | Eleição da Primária Republicana do Governo da Geórgia, 2018 | Eleição da Primária Republicana do Governo da Geórgia, 2018 |
| ----------------------------------------------------------- | ----------------------------------------------------------- | ----------------------------------------------------------- | ----------------------------------------------------------- |
| Festa                                                       | Candidato                                                   | Votos                                                       | %                                                           |
| Republicano                                                 | Casey Cagle                                                 | 236.498                                                     | 39,0                                                        |
| Republicano                                                 | Brian Kemp                                                  | 154.913                                                     | 25,5                                                        |
| Republicano                                                 | Hunter Hill                                                 | 111.207                                                     | 18,3                                                        |
| Republicano                                                 | Clay Tippins                                                | 74.053                                                      | 12,2                                                        |
| Republicano                                                 | Michael Williams                                            | 29.544                                                      | 4.9                                                         |
| Republicano                                                 | Eddie Hayes                                                 | 739                                                         | 0,1                                                         |

| Eleição do segundo turno da República republicana da Georgia Gubernatorial, 2018 | Eleição do segundo turno da República republicana da Georgia Gubernatorial, 2018 | Eleição do segundo turno da República republicana da Georgia Gubernatorial, 2018 | Eleição do segundo turno da República republicana da Georgia Gubernatorial, 2018 |
| -------------------------------------------------------------------------------- | -------------------------------------------------------------------------------- | -------------------------------------------------------------------------------- | -------------------------------------------------------------------------------- |
| Festa                                                                            | Candidato                                                                        | Votos                                                                            | %                                                                                |
| Republicano                                                                      | Brian Kemp                                                                       | 406.638                                                                          | 69,45                                                                            |
| Republicano                                                                      | Casey Cagle                                                                      | 178.877                                                                          | 30,55                                                                            |

| Eleição do governador da Geórgia, 2018 | Eleição do governador da Geórgia, 2018 | Eleição do governador da Geórgia, 2018 | Eleição do governador da Geórgia, 2018 |
| -------------------------------------- | -------------------------------------- | -------------------------------------- | -------------------------------------- |
| Festa                                  | Candidato                              | Votos                                  | %                                      |
| Republicano                            | Brian Kemp                             | 1.978.408                              | 50,22                                  |
| Democrático                            | Stacey Abrams                          | 1.923.685                              | 48,83                                  |
| Libertário                             | Ted Metz                               | 37.235                                 | 0,95                                   |